# خون: آخرین خون‌آشام
خون: آخرین خون‌آشام (به انگلیسی: Blood: The Last Vampire) با عنوان آخرین خون‌ در ژاپن منتشر شد، یک فیلم اکشن ترسناک محصول سال ۲۰۰۹ به کارگردانی کریس ناهون، تهیه کنندگی رانی یو و بازی جون جی-هیون، الیسون میلر، لیام کانینگهام، ماسیلا لوشا و ککویوکی است.

## داستان
یک دختر خون‌آشام بنام سایا، از طرف سازمان‌های دولتی وارد یک مدرسه می‌شود تا بتواند در آنجا شیاطینی را شکار و نابود کند…